# کریستیان کوامه
کریستیان میکائل کوامه کواکو (فرانسوی: Christian Michael Kouamé Kouakou‎؛ زادهٔ ۶ دسامبر ۱۹۹۷) بازیکن فوتبال اهل ساحل عاج است که برای باشگاه فیورنتینا بازی می‌کند.
از باشگاه‌هایی که در آن بازی کرده‌است می‌توان به چیتادلا، جنوآ و فیورنتینا اشاره کرد.